# SHISA5
SHISA5 (англ. Shisa family member 5) – білок, який кодується однойменним геном, розташованим у людей на 3-й хромосомі. Довжина поліпептидного ланцюга білка становить 240 амінокислот, а молекулярна маса — 25 582.
| 10         |  | 20         |  | 30         |  | 40         |  | 50         |
| ---------- |  | ---------- |  | ---------- |  | ---------- |  | ---------- |
| MTAPVPAPRI |  | LLPLLLLLLL |  | TPPPGARGEV |  | CMASRGLSLF |  | PESCPDFCCG |
| TCDDQYCCSD |  | VLKKFVWSEE |  | RCAVPEASVP |  | ASVEPVEQLG |  | SALRFRPGYN |
| DPMSGFGATL |  | AVGLTIFVLS |  | VVTIIICFTC |  | SCCCLYKTCR |  | RPRPVVTTTT |
| STTVVHAPYP |  | QPPSVPPSYP |  | GPSYQGYHTM |  | PPQPGMPAAP |  | YPMQYPPPYP |
| AQPMGPPAYH |  | ETLAGGAAAP |  | YPASQPPYNP |  | AYMDAPKAAL |  |            |

A: Аланін

C: Цистеїн

D: Аспарагінова кислота

E: Глутамінова кислота

F: Фенілаланін

G: Гліцин

H: Гістидин

I: Ізолейцин

K: Лізин

L: Лейцин

M: Метіонін

N: Аспарагін

P: Пролін

Q: Глутамін

R: Аргінін

S: Серин

T: Треонін

V: Валін

W: Триптофан

Задіяний у таких біологічних процесах, як апоптоз, альтернативний сплайсинг. 
Локалізований у ядрі, мембрані, ендоплазматичному ретикулумі.